# Delicious (Onlinedienst)

Logo ab August 2008

Logo bis Juli 2008

Delicious  (auch del.icio.us) war ein kostenloser Onlinedienst für Social Bookmarking. Er gilt als Pionier der Social-Bookmarking-Dienste und war für lange Zeit einer der meistgenutzten in diesem Bereich. Das Unternehmen bezifferte die Anzahl der registrierten Nutzer am 25. September 2006 mit einer Million. Die Webanwendung wechselte mehrmals den Eigentümer, wurde grundlegend überarbeitet, schließlich von Pinboard gekauft und am 15. Juni 2017 für den Schreibzugriff deaktiviert. Im August 2019 wurde der Dienst eingestellt.
Der Dienst ermöglichte es Benutzern, Lesezeichen anzulegen und mit Schlagwörtern oder Tags zu versehen. Standardmäßig war die persönliche Sammlung öffentlich sichtbar. Einzelne Lesezeichen konnten jedoch als privat gekennzeichnet und so von der Veröffentlichung ausgeschlossen werden. Der öffentliche Charakter des Dienstes Delicious ließ sich beispielsweise für ein Linkblog nutzen: Der Einzelne sieht, welche anderen Nutzer seine Lesezeichen in ihre Sammlung aufgenommen und mit welchen Tags gekennzeichnet haben. Zudem können Nutzer Links zu einem bestimmten Thema in einer Liste kuratieren.

## Name
Der ursprüngliche Name del.icio.us beinhaltet das englische Adjektiv „delicious“, das mit „köstlich“ übersetzt werden kann. In einem Interview erklärte der Entwickler Joshua Schachter: „Es gibt keine tiefere Bedeutung des Namens.“ Der Name sei das Ergebnis einer Überlegung, wonach sich mit diesem Sechs-Zeichen-Suffix die meisten Wörter generieren ließen und der Aussage eines Freundes, der behauptete, gute Links zu finden sei wie Kirschen zu pflücken. Am 31. Juli 2008 ist der Dienst offiziell in Delicious umbenannt worden, dabei erhielt auch die Website eine neue offizielle Internetadresse delicious.com. Unter der alten Adresse del.icio.us war der Dienst aber auch erreichbar und die Benutzer wurden an die neue Adresse weitergeleitet. Seit dem 24. April 2016 wurde wieder ausschließlich die Adresse del.icio.us verwendet.

## Technik
Delicious hatte eine einfache HTML-Oberfläche und ein auf REST basierendes API. Die Inhalte konnten auch als RSS-Web-Feeds ausgegeben werden.
Der Quelltext des Dienstes ist nicht frei verfügbar, allerdings existieren Nachbauten (Klone) wie de.lirio.us und Scuttle, die jedoch nicht mehr weiterentwickelt werden.

## Geschichte
Der Entwickler Joshua Schachter startete den Dienst unter dem Namen del.icio.us Ende 2003. Zum Unternehmen wurde del.icio.us erst 2005.
Am 9. Dezember 2005 erwarb Yahoo del.icio.us. Da Yahoo im März desselben Jahres bereits den Foto-Dienst Flickr übernommen hatte (ebenfalls ein Pionier der Verschlagwortung von Webinhalten), wurde das besonders beachtet.
Am 17. Dezember 2010 gab Yahoo bekannt, man wolle den Dienst demnächst veräußern, da er nicht in das unternehmerische Portfolio passe. Der Dienst werde aber weiter betrieben. Die YouTube-Gründer, Chad Hurley und Steve Chen, haben den Dienst zur Jahresmitte 2011 für ihre Firma AVOS übernommen.
Im September 2011 führte das Unternehmen eine Funktion zum Kuratieren von Web-Inhalten ein. Nutzer können thematische Linklisten veröffentlichen, sogenannte Stacks.
Im Mai 2014 verkaufte AVOS den Dienst an Science Inc. Im Januar 2016 gab Delicious Media, eine Kooperation von Domainersuite und Science Inc. bekannt, die Seite nun zu betreiben.
Am 1. Juni 2017 wurde Delicious von Pinboard gekauft und ist seit 15. Juni nur noch lesend nutzbar. Den Nutzern wird der Wechsel zum kostenpflichtigen Pinboard angeboten.
Am 15. Juli 2020 gab Maciej Ceglowski auf del.icio.us bekannt, dass er die Webseite zurückgekauft habe und den Dienst mit der Möglichkeit des Imports alter Benutzerdaten wieder herstellen wolle.

## Browser-Integration
Bei einigen Webbrowsern konnte man auf die lokale Lesezeichenverwaltung zugunsten eines Social-Bookmarking-Dienstes verzichten oder zumindest die beiden Systeme kombinieren. Dazu war beispielsweise beim Webbrowser Flock eine Möglichkeit vorgesehen, einen Teil der Lesezeichen (oder aber auch alle Lesezeichen), auf Delicious abzulegen und auch mit Hilfe des Browsers die Einträge zu verwalten.
Für Mozilla Firefox gab es zunächst eine Erweiterung, die aber nur die Übertragung der Firefox-Lesezeichen an Delicious erleichterte. Die bei Delicious verwalteten Lesezeichen wurden nicht in Firefox selbst integriert. So musste der Benutzer nach wie vor die Delicious-Website besuchen, um auf die dort abgelegten Lesezeichen zugreifen zu können.
Am 7. November 2006 veröffentlichte Yahoo die Erweiterung „Delicious Bookmarks for Firefox“, welche die Lesezeichen-Funktionalität von Firefox vollständig ersetzen konnte und die Lesezeichen mit Delicious synchronisieren konnte.